# Eugenio Simón
Eugenio Simón Acosta (Valverde del Fresno, provincia de Cáceres, 5 de julio de 1951) es catedrático de Derecho Financiero y Tributario y Abogado. Ha sido miembro del Consejo de Navarra y, entre 2013 y 2016, Presidente de este órgano. Está casado con Ana María Yarza de la Sierra, con quien tiene siete hijos.

## Reseña biográfica

### Trayectoria profesional y académica
Nacido en Valverde del Fresno (Cáceres) el 5 de julio de 1951. Estimulado por el magisterio del Profesor Rafael Calvo Ortega, decidió emprender la carrera universitaria en el ámbito del Derecho tributario. Fue becario del Real Colegio de los Españoles de Bolonia y doctor por la Universidad de Bolonia. Su tesis doctoral, Autonomia e potere tributario dei Comuni, obtuvo la máxima calificación (110/110) y el Premio Vittorio Emmanuele II.
En 1977 obtuvo la plaza de profesor adjunto en la Universidad de Extremadura. En noviembre de 1983 obtuvo la cátedra de Derecho Financiero y Tributario en la Universidad de Santiago de Compostela, y desde 1986 desempeña su docencia en la Universidad de Navarra. Además de su dedicación a los estudios de grado, en la Universidad de Navarra ha desempeñado el cargo de Director del Máster en Derecho de Empresa y del Máster en Asesoría Fiscal. Asimismo, desde 1993 es Profesor Visitante en la Facultad de Derecho de la Universidad París-XII y, desde 2009, es Profesor Honorario de la Universidad de Piura (Perú). Ha participado en numerosos congresos y reuniones científicas, e impartido conferencias en varias universidades y centros españoles y extranjeros (Francia, Italia, Polonia, Argentina, México, Perú, etc.).
En el ámbito de la investigación, el profesor Simón Acosta ha publicado varios libros y más de un centenar de artículos. Entre sus obras más representativas se encuentran El Derecho Financiero y la Ciencia Jurídica (Studia Albornotiana, Bolonia, 1975), Las tasas de las entidades locales (Aranzadi, Pamplona, 1999) o El nuevo Impuesto sobre la Renta de las Personas Físicas (Aranzadi, Pamplona, 1999). Asimismo, ha dirigido más de una veintena de tesis doctorales y, bajo su magisterio, se han formado varios catedráticos y profesores universitarios, españoles y extranjeros. Es miembro de diversos consejos de redacción de revistas o editoriales jurídicas y, entre 2009 y 2013, fue Presidente de la Asociación Española de Derecho Financiero.
Junto a sus tareas docentes e investigadoras, ha desempeñado una intensa labor de servicio público. Ha sido Vocal de la Comisión para el Estudio de Medidas y Propuestas de Reforma del IRPF (Comisión Lagares I y Comisión Lagares II), que inspiró las reformas del Impuesto sobre la Renta de 1998 (Ley 40/1998) y 2002 (Ley 46/2002). Igualmente, ha sido Vocal de la Comisión de expertos para el estudio del borrador del Anteproyecto de la Ley General Tributaria, aprobada en 2003. Ha sido miembro del Grupo de Trabajo para la reforma del Código Tributario de América Latina, constituido en el seno del Centro Interamericano de Administraciones Tributarias (CIAT) (Panamá, junio de 2004).
Entre 1997 y 2008 fue Presidente de la Junta Arbitral de Resolución de Conflictos en Materia de Tributos del Estado Cedidos a las Comunidades Autónomas, y entre 2003 y 2010, desempeñó el cargo de Presidente de la Junta Arbitral prevista en el Convenio Económico entre el Estado y la Comunidad Foral de Navarra. Ha sido Vocal miembro del Consejo de Defensa del Contribuyente (2001-2004).
Desde su creación, en octubre de 1999, hasta junio de 2016, ha sido miembro del Consejo de Navarra (máximo órgano consultivo de la Comunidad Foral de Navarra), institución que ha presidido entre 2013 y 2016. Mediante Orden de 24 de junio de 2003, le fue concedida la Encomienda con Placa de la Orden Civil de Alfonso X el Sabio, al mérito en la educación, la ciencia, la cultura, la docencia y la investigación (art. 1 Real Decreto 954/1988, de 2 de septiembre).

## Cargos, premios y reconocimientos
- Premio Vittorio Emmanuele II a la Mejor Tesis doctoral (Facultad de Derecho de la Universidad de Bolonia; 1974)
- Encomienda con Placa de la Orden Civil de Alfonso X el Sabio al mérito en la educación, la ciencia, la cultura, la docencia y la investigación (24 de junio de 2003)
- Vocal de la Comisión de Estudio de Medidas para la reforma del IRPF (1997 y 2002)
- Vocal de la Comisión para la nueva Ley General Tributaria (2002)
- Presidente de la Junta Arbitral de Resolución de Conflictos en Materia de Tributos del Estado Cedidos a Comunidades Autónomas (1997-2008)
- Presidente de la Junta Arbitral del Convenio Económico entre el Estado y la Comunidad Foral de Navarra (2003-2010)
- Miembro del Grupo de Trabajo para la reforma del Código Tributario de América Latina (2004)
- Vocal del Consejo de Navarra (desde 1999; Presidente del Consejo desde 2013).
- Profesor Honorario de la Universidad de Piura (desde 2009)
- Presidente de la Asociación Española de Derecho Financiero (2009-2013)[3]

## Selección de publicaciones representativas

### Libros
- Autonomía y financiación de las regiones en España, Ed. Aula de Cultura de la Caja de Ahorros de Cáceres, Cáceres, 1978.
- El Derecho Financiero y la Ciencia Jurídica, Ed. Studia Albornotiana, Zaragoza, 1985.
- Los incrementos no justificados de patrimonio, Ed. Aranzadi, Pamplona, 1997.
- El delito de defraudación tributaria, Editorial Aranzadi, Pamplona, 1998.
- Las tasas las Entidades Locales (El Hecho Imponible), Editorial Aranzadi, Pamplona, 1999.
- El Nuevo Impuesto sobre la Renta de las Personas Físicas, Ed. Aranzadi, Pamplona, 1999.
- Justicia tributaria en la imposición patrimonial, lección inaugural del curso académico 2011-2012 en la Universidad de Navarra, ed. Universidad de Navarra.

### Artículos
- La proyectada autonomía financiera regional, Estudios sobre el Proyecto de Constitución, Centro de Estudios Constitucionales, Madrid, 1978, págs. 589 a 618.
- Tasas Municipales. Fiscalidad Municipal sobre la propiedad urbana, Ed. Lex Nova, Valladolid, 1982, págs. 25 a 81.
- Consideraciones sobre el poder de gastar y el gasto público en enseñanza, en Estudios de Derecho y Hacienda (vol. II), Homenaje al Prof. Albiñana García-Quintana, Ministerio de Economía y Hacienda, Madrid, 1987, págs. 1351-1395.
- Elucidario de la prohibición de iniciativa legislativa popular en materia tributaria, Las Cortes Generales,  vol. III, Dirección General del Servicio Jurídico del Estado, Madrid, 1987, págs, 2263 a 2274.
- Los principios del beneficio, capacidad económica y provocación de costes y los tributos propios municipales (experiencias del fracaso del Impuesto Municipal sobre Radicacion de profesionales y empresas), A problematica da tributação local / Local taxation, Ministério do Planeamento e da Administração do Territorio, Coímbra, 1989, págs. 193-208.
- Voces Concierto económico, Contribuyente, Convenio económico, Cuota, Interpretación de las leyes tributarias, Obligación tributaria, Obligado tributario, Poder tributario, Reserva de ley tributaria, Responsable”, *Sucesión en la titularidad de empresa”, Sustituto, Tributo, en Enciclopedia Juridica Civitas, Ed. Civitas, Madrid, 1995.
- La legge tributaria, capítulo del Trattato di Diritto Tributario, tomo II, vol I, Editorial Cedam, Padua, 1994, págs. 517-545.
- Cuestiones actuales sobre el Convenio Económico, Presente y futuro del Régimen Foral de Navarra, Gobierno de Navarra y Editorial Aranzadi, Pamplona, 2003, págs. 21-60.
- La reforma de la financiación autonómica, Estudios en homenaje al Profesor Pérez de Ayala, Ed. Dykinson, Madrid, 2007, págs. 187-201
- Reflexiones sobre los fundamentos de la legalidad y la reserva de ley en el Derecho Tributario, en "Tratado sobre la Ley General Tributaria. Homenaje a Álvaro Rodríguez Bereijo", tomo I, Juan Arrieta, Miguel Ángel Collado y Juan Zornoza (Dirs.), Aranzadi Thomson Reuters, Cizur Menor, 2010, pp. 299 ss.
- Los fundamentos de la responsabilidad patrimonial del Estado legislador en materia tributaria, Dal Diritto Finanziario al Diritto Tributario. Studi in onore di Andrea Amatucci, vol. V, Editorial Temis, Bogotá-Napoli, 2011.